# Triptyque de Nava y Grimón
Le Triptyque de Nava y Grimón (Tríptico de Nava y Grimón ou Tríptico de la Natividad de Nava y Grimón) est une peinture flamande en triptyque de 1546 attribué à Pieter Coecke van Aelst lui-même pour le panneau central et son atelier pour les deux panneaux latéraux. Ce triptyque est l'une des œuvres les plus connues du musée municipal des beaux-arts de Santa Cruz de Tenerife dans les îles Canaries (Espagne).

## Caractéristiques
C'est une huile sur panneau (de 190 × 190 cm pour le panneau central et de 97 × 190 cm pour les latéraux). La peinture comporte trois scènes différentes de la naissance et l'enfance du Christ : la composition centrale dépeignant la Nativité, la Circoncision de Jésus sur le panneau gauche et la Présentation de Jésus au Temple pour celui de droite. Le retable fermé, dans un encadrement classique et de marbre, montre l'Annonciation à la Vierge Marie et l'Archange Gabriel, comme le rapporte l'Évangile de Luc.
Le travail combine les figures allongées canoniques avec des éléments architecturaux provenant de Vitruve et du bolonais Sebastiano Serlio, ou la riche palette maniériste avec des formules archaïsantes, montrant d'une part la formation de Pieter Coecke chez les maniéristes d'Anvers, et d'autre part la trace de ses séjours en Italie et en Turquie, ainsi que l'étude des auteurs classiques.

## Histoire
Tomás Grimón y García de Albarracín, un commandant militaire (maestre de campo) lié à la Couronne espagnole et en contact personnel avec la Flandre, amène ce triptyque de Bruxelles à Tenerife, dans la chapelle privée de sa maison à San Cristóbal de La Laguna, sur le site de l'actuel Palacio de Nava. C'est ainsi qu'il en vient à faire partie des biens de la famille Nava y Grimón.
Le triptyque est en fait une partie d'un ancien retable qui a été démembré au début du XVIIe siècle et dispersé : les panneaux latéraux de ce retable dans la chapelle de l'hacienda de San Clemente (dans la municipalité de Santa Úrsula), appartenant à la même famille, et le panneau central restant au Palacio de Nava à La Laguna.
En 1969, les panneaux sont séparés pour être restaurés et répartis dans des collections privées de ses héritiers. En 1991, ils sont provisoirement regroupés dans la maison familiale des Ascanio Estanca jusqu'à son acquisition par la Fondation CEPSA. Aujourd'hui, le triptyque est exposé au musée municipal des beaux-arts de Santa Cruz de Tenerife où il constitue l'une des peintures flamandes les plus importantes des îles Canaries.
En 1998, le triptyque est déplacé à Madrid pour participer à l'exposition Obras maestras recuperadas comme exemple d'œuvre artistique espagnole restaurée au cours des dernières années. Il constituait la pièce maîtresse de cette exposition.

### Sources
- (es) Cet article est partiellement ou en totalité issu de l’article de Wikipédia en espagnol intitulé « Tríptico de Nava y Grimón » (voir la liste des auteurs).